# Yūki Nogami
Yūki Nogami (野上 結貴?, Nogami Yūki; Suginami, 20 aprile 1991) è un calciatore giapponese, difensore del Nagoya Grampus.

## Caratteristiche tecniche
È un difensore centrale.

## Carriera
Prodotto dell'Università Toin di Yokohama, debutta con i professionisti nel 2012 presso lo Yokohama FC, squadra della J2 League.
Dopo quattro stagioni, nel corso delle quali raccoglie 130 presenze e 6 reti in campionato, è acquistato dal Sanfrecce Hiroshima.

## Palmarès

### Club

#### Competizioni nazionali
- Coppa J. League: 1

Sanfrecce Hiroshima: 2022